# Onibenevolência
Onibenevolência (português brasileiro) ou Omnibenevolência (português europeu) (em latim: omni - "tudo", e benevolente, que significa "bom") é um termo que designa a bondade plena, ilimitada e perfeita atribuída, em especial, a Deus no contexto da teologia cristã e da filosofia da religião. Indica a qualidade de quem ama o bem absolutamente e quer o bem de todas as criaturas.

## Onibenevolência e problema do mal
Na filosofia da religião, especialmente no debate acerca do problema do mal, o conceito de onibenevolência tem sido objeto de estudo e debate. Argumenta-se, por vezes, que a existência do mal no mundo parece entrar em tensão com a ideia de um Deus que é ao mesmo tempo onipotente, onisciente e perfeitamente bom. No entanto, essa aparente contradição não invalida o conceito em si, mas leva à formulação de respostas teológicas conhecidas como teodiceias, que buscam demonstrar a compatibilidade entre Deus e a presença do mal no mundo.
Filósofos como Santo Agostinho, Santo Tomás de Aquino e, em tempos mais recentes, Alvin Plantinga, elaboraram argumentos robustos a esse respeito. Plantinga, por exemplo, propôs a chamada defesa do livre-arbítrio, que sustenta que a possibilidade do mal moral é uma consequência necessária da liberdade humana, a qual é, por sua vez, um bem maior e querido por Deus. Assim, Deus permanece perfeitamente bom mesmo diante da existência do mal, que Ele permite para fins mais elevados e misteriosos, mas jamais deseja como fim último. Na literatura filosófica contemporânea, a palavra onibenevolência é usada predominantemente como termo técnico, embora, em alguns contextos, sejam preferidas expressões como “bondade perfeita” ou “perfeição moral”, por se ajustarem melhor à linguagem comum e evitarem possíveis ambiguidades semânticas.